# José de Oliveira Fernandes
José de Oliveira Fernandes (Careiro, 1º de dezembro de 1943 — Manaus, 12 de outubro de 2020) foi um economista, professor e político brasileiro que foi prefeito de Manaus.

## Dados biográficos
Filho de Benjamim Matias Fernandes e de Maria de Oliveira Fernandes. Formado em Economia em 1968 à Universidade Federal do Amazonas com especialização junto à Comissão Econômica para a América Latina e o Caribe (CEPAL) no ano seguinte. Em 1970 tornou-se professor titular da Universidade Federal do Amazonas e assessor do Departamento de Estradas de Rodagem do Amazonas, permanecendo neste último cargo por um ano. Nomeado secretário de Transportes em 1975 pelo governador Enoque Reis, deixou o cargo em 1978, quando elegeu-se deputado federal pela ARENA do Amazonas.
Cerca de 45 dias após sua posse, pediu licença do mandato ao ser escolhido prefeito de Manaus pelo governador José Lindoso, ficando três anos no cargo, até renunciar a fim de se reeleger deputado federal pelo PDS em 1982. Na nova legislatura faltou à votação da emenda Dante de Oliveira em 1984 e votou em Paulo Maluf no Colégio Eleitoral em 1985.
Visando o pleito de 1986, entrou no PDT e foi reeleito para integrar a Assembleia Nacional Constituinte responsável pela Carta de 1988 e no início do Governo Collor migrou para o PST, partido que liderou na Câmara dos Deputados, porém não conseguiu se reeleger em 1990 e após deixar Brasília trabalhou na iniciativa privada à frente de uma construtora e depois como diretor-geral da Rede Boas Novas de Televisão. No segundo governo Amazonino Mendes foi secretário de Habitação e Urbanismo e depois secretário de Obras.
Morreu em 12 de outubro de 2020, aos 76 anos, por complicações da COVID-19.